# Медаль Победы (Иран)
Медаль Победы (перс. نشان فتح‎, англ. Fath Medal) высшая военная награда Исламской Республики Иран, которая вручается с 27 сентября 1989 года Верховным главнокомандующим.

## Статут награды
Медаль изображает три пальмовые листа над Большой мечетью Хорремшехра, флаг Ирана и персидское слово "Фатх" (победа).
Медаль имеет три класса: 1-й класс вручается генералам; 2-й класс учреждён для полковников; 3-й класс для прочих офицеров.

## Награждённые

### 1989
Первыми медалями были награждены герои ирано-иракской войны:
- Мохаммад Хосейн Фахмиде (1967—1980), 13-летний солдат-доброволец корпуса Басидж (посмертно)
- Мохсен Резайи, главнокомандующий Корпуса Стражей Исламской революции
- Али Сайяд-Ширази, командующий сухопутными войсками Исламской Республики Иран

2-й класс медали получил 21 человек, 3-й класс медали вручили 29 офицерам.

### 1990
4 февраля 1990 года ещё 210 военнослужащих получили Медаль Победы. Среди них:

#### Военно-воздушные силы Исламской Республики Иран
- Аббас Бабай (1950—1987) (посмертно)
- Джалил Зандий (1951—2001)
- Мансур Саттари (1943—1995)

#### Корпус Стражей Исламской революции
- Мохаммад Ибрагим Хеммат (1955—1984) (посмертно)
- Мехди Бакери (1954—1985) (посмертно)
- Хоссейн Харрази (1957—1986) (посмертно)
- Али Шамхани
- Яхья Рахим Сафави
- Мохаммад Али Джафари
- Касем Сулеймани
- Хоссейн Хамадани (1955—2015)
- Ахмад Каземи (1958—2006)

### Другие награждённые
- Али Акбар Хашеми Рафсанджани, президент Ирана c 1989 по 1997 годы
- Хасан Рухани, президент Ирана c 2013 года
- Мохаммад Пакпур, командующий сухопутными войсками КСИР
- Али Фадави[англ.]*, командующий ВМС КСИР